# Frøbank
En frøbank opbevarer frø, som kan bruges, hvis frøreserver går tabt andre steder. Derfor er en frøbank også en genbank. De opbevarede frø kan stamme fra afgrøder eller sjældne arter, som man ønsker at bevare for at fastholde biodiversitet. Begrundelserne for at henlægge frø i en frøbank kan være mangeartede. Når det drejer sig om fødeafgrøder, kan århundreders fremavlede typer være gået ud af erhvervsmæssig produktion, sådan at typerne er ved at blive sjældne. Når man opbevarer frø, sker det også for at undgå virkningerne af ødelæggende begivenheder som naturkatastrofer, epidemier eller krige.

## Frøhvile
Frø af arter fra tempererede eller polare klimazoner kan ligge i frøhvile i årtier, uden at der opstår skader på deres DNA, når de bliver opbevaret tørt og køligt. Derfor kan de blive ved med at være spiredygtige efter opbevaring i en frøbank. Derimod bliver frø af subtropiske og tropiske planter ofte ødelagt ved udtørring og frost. De skal med andre ord udsås hele tiden, for at man kan have en beholdning af levedygtige frø. Eksempler på dette har man i frø af Kakao og Paragummitræ.

## Optimale opbevaringsforhold
Man udtørrer frøene til under 6 % fugtighed, og derefter bliver de lagt i frysere ved -18 °C eller lavere. Da frøenes DNA nedbrydes med tiden, må man udså frøene med mellemrum, så der kan indhøstes friske frø, som derefter behandles og opbevares et antal år.

## Problemer
- De opbevarede typer må genudsås med jævne mellemrum, når de begynder at tabe spireevne.
- Det er kun en begrænset del af verdens biodiversitet, der bliver opbevaret i frøbanker.
- Det er umuligt at opbevare de sarte, subtropiske og tropiske frø.
- Kun 15% af frøbankernes planter er vilde arter. Resten er dyrkede afgrøder.
- Der er behov for at forbedre katalogisering og datahåndtering. Dokumentationen bør omfatte den opbevarede plantes identitet, indsamlingsstedet, antallet af opbevarede frø og deres nuværende spireevne. Andre oplysninger som f.eks. de dyrkningsmetoder og sædskiftesystemer, der bruges, hvor planterne er hentet fra, bør også være tilgængelige for fremtidige dyrkere.
- Det er kostbart for 3. verdenslandene at opretholde frøbanker, selv om hovedparten af biodiversiteten findes dér.
- Man kan anklage frøbanker for biopirateri.

## Alternativer
Opbevaring af plantearter på det oprindelige voksested er en anden bevaringsstrategi. Det indebærer skabelsen af nationalparker, nationalskove og nationale refugier, der kan bevare de ønskede planters naturlige biotoper. Det gør det muligt for arterne at udvikle sig i takt med deres miljø ved naturlig udvælgelse. Tilsvarende kan vigtige afgrødeplanter opbavares ved dyrkning i landbruget, mens arboreter opbevarer træfrø ved at udplante træerne på beskyttede steder.

## Overlevelsesevne
Frø kan overleve i århundreder eller endda i årtusinder. Det ældste carbon-14-daterede frø, der er vokset op til en levedygtige plante, var et frø af den dyrkede variant af Dadel-Palme, som var ca. 2.000 år gammelt. Det blev fundet ved udgravningerne af Herodes den Stores palads i Israel.

## Eksisterende frøbanker
I 2006 fandtes der ca. 6 millioner plantetyper, der blev opbevaret som frø i omtrent 1.300 genbanker over hele verden. Dette tal er kun en lille brøkdel af verdens biodiversitet, og mange områder er endnu ikke gennemsøgt fuldstændigt.
- National Plant Germplasm System (en) har siden 1898 bl.a. indsamlet frø af 62.000 linier af hvede som opbevares i Aberdeen, Idaho.[2]

- Svalbard Global Seed Vault er bygget som en menneskeskabt tunnel ind i et sandstensbjerg på Svalbard, der ligger ca. 1.307 km fra Nordpolen. Stedets permafrost vil fastholde hele frøbanken ved temperaturer under 0 °C, og frøene er beskyttet af 1 m tykke, stålarmerede betonmure. Adgangen sker via to luftsluser og to sprængningssikre døre.[3] Frøbanken tog i mod de første frø den 26. februar 2008.

- Wellcome Trust Millennium Building (WTMB) rummer Millennium Seed Bank Project (en). Den ligger ved Wakehurst Place i West Sussex, England, og den har plads til opbevaring af tusinder af frøprøver i en underjordisk hvælving.[4]

- Nikolai Vavilov (1887-1943) var russisk genetiker og botaniker, som indsamlede frø over hele verden på botanisk-agronomiske ekspeditioner. Han opbyggede en af de første frøbanker i St. Petersborg, hvor den kom frelst gennem den 28 måneder lange, tyske belejring af Leningrad under den 2. Verdenskrig. Mange botanikere døde af sult, fordi de ikke ville spise de indsamlede frø. Frøbanken hedder nu Всероссийский институт генетических ресурсов растений имени Н.И. Вавилова (ВИР), se Vavilov Institute of Plant Industry (en).